# Mike McGlinchey
Michael Sean McGlinchey (Filadelfia, Pensilvania,  de  de 1995) más conocido como Mike McGlinchey, es un jugador profesional estadounidense de fútbol americano que se desempeña en la posición de offensive tackle en Denver Broncos, equipo de la National Football League (NFL).

## Carrera
Fue seleccionado en la primera ronda en la Reunión Anual de Selección de Jugadores de la NFL de 2018. Hizo su debut profesional con el equipo San Francisco 49ers, en el cual jugó cinco temporadas (2018-2023), luego pasó a Denver Broncos, donde lleva jugando una temporada.